# Acanthochitonina
Acanthochitonina is een onderorde van keverslakken.

## Kenmerken
Bij de vertegenwoordigers van de onderorde Acanthochitonina worden de schelpstukjes, die aan de rand inkepingen hebben, alle min of meer door de mantel bedekt. Het achtste schelpstukje is in 4 veldjes verdeeld. De gordel is breed, met stekels die vaak in bosjes bij elkaar staan.

## Taxonomie
De volgende (super)families zijn bij de onderorde ingedeeld:
- Superfamilie Cryptoplacoidea H. Adams & A. Adams, 1858
  - Familie Acanthochitonidae Pilsbry, 1893 (Borstelkeverslakken)
  - Familie Cryptoplacidae H. Adams & A. Adams, 1858 (Riemkeverslakken)
  - Familie Hemiarthridae Sirenko, 1997
  -  † Familie Makarenkoplacidae Sirenko & Dell'Angelo, 2015
- Superfamilie Mopalioidea Dall, 1889
  - Familie Choriplacidae Ashby, 1928
  - Familie Lepidochitonidae Iredale, 1914
  - Familie Mopaliidae Dall, 1889 (Haarkeverslakken)
  - Familie Schizoplacidae Bergenhayn, 1955
  - Familie Tonicellidae Simroth, 1894